# Phenylglycidylether
Phenylglycidylether ist eine chemische Verbindung aus der Gruppe der Epoxide.

## Gewinnung und Darstellung
Phenylglycidylether kann durch Reaktion von Phenol und Epichlorhydrin gewonnen werden. Dabei kommt ein Phasentransferkatalysator oder ein organisches Salz wie Tetrabutylammoniumbromid als Katalysator zum Einsatz.

## Eigenschaften
Phenylglycidylether ist eine brennbare, schwer entzündbare, farblose Flüssigkeit, die schwer löslich in Wasser ist.

## Verwendung
Phenylglycidylether wird für die Synthese von hydrazidhaltigen Hemmstoffen der HIV-1-Integrase verwendet. Glycidylether sind Grundbestandteile von Epoxidharzen, die seit Ende der 1940er-Jahre im Handel erhältlich sind. Glycidylether, einschließlich Phenylglycidylether, werden häufig als reaktive Modifikatoren in Epoxidharzsysteme eingebaut.

## Regulierung
Über den Safe Drinking Water and Toxic Enforcement Act of 1986 besteht in Kalifornien seit dem 1. Oktober 1990 eine Kennzeichnungspflicht für Produkte, die N-Nitrosopiperidin enthalten.

## Externe Links zu erwähnten Verbindungen
1. ↑  Externe Identifikatoren von bzw. Datenbank-Links zu (R)-Phenylglycidylether:  CAS-Nr.: 71031-02-2, EG-Nr.: 615-241-2, ECHA-InfoCard: 100.133.313, PubChem: 1534344, ChemSpider: 1256943, Wikidata: Q72498488.
2. ↑  Externe Identifikatoren von bzw. Datenbank-Links zu (S)-Phenylglycidylether:  CAS-Nr.: 71031-03-3, EG-Nr.: 615-242-8, ECHA-InfoCard: 100.133.230, PubChem: 1534345, ChemSpider: 1256944, Wikidata: Q72498486.